# Герман (Тимофеев)
Митрополи́т Ге́рман (в миру Генна́дий Евге́ньевич Тимофе́ев; 11 ноября 1937, Ташкент) — архиерей Русской Православной Церкви, епископ Тихвинский, викарий Ленинградской епархии (1968—1970), епископ Венский и Австрийский (1970—1974), епископ Виленский и Литовский (1974—1978), епископ (1974—1983) и архиепископ (1983—1986) Тульский и Белёвский, архиепископ Берлинский и Среднеевропейский, патриарший Экзарх Средней Европы (1986—1990), после упразднения экзархата — архиепископа Берлинский и Лейпцигский (1990—1991), архиепископ (1991—2000) и митрополит (2000—2018) Волгоградский и Камышинский, также глава Волгоградской митрополии в 2012—2018 годах. С 2018 года пребывает на покое.

## Биография
Родился 11 ноября 1937 года в Ташкенте в семье служащих.

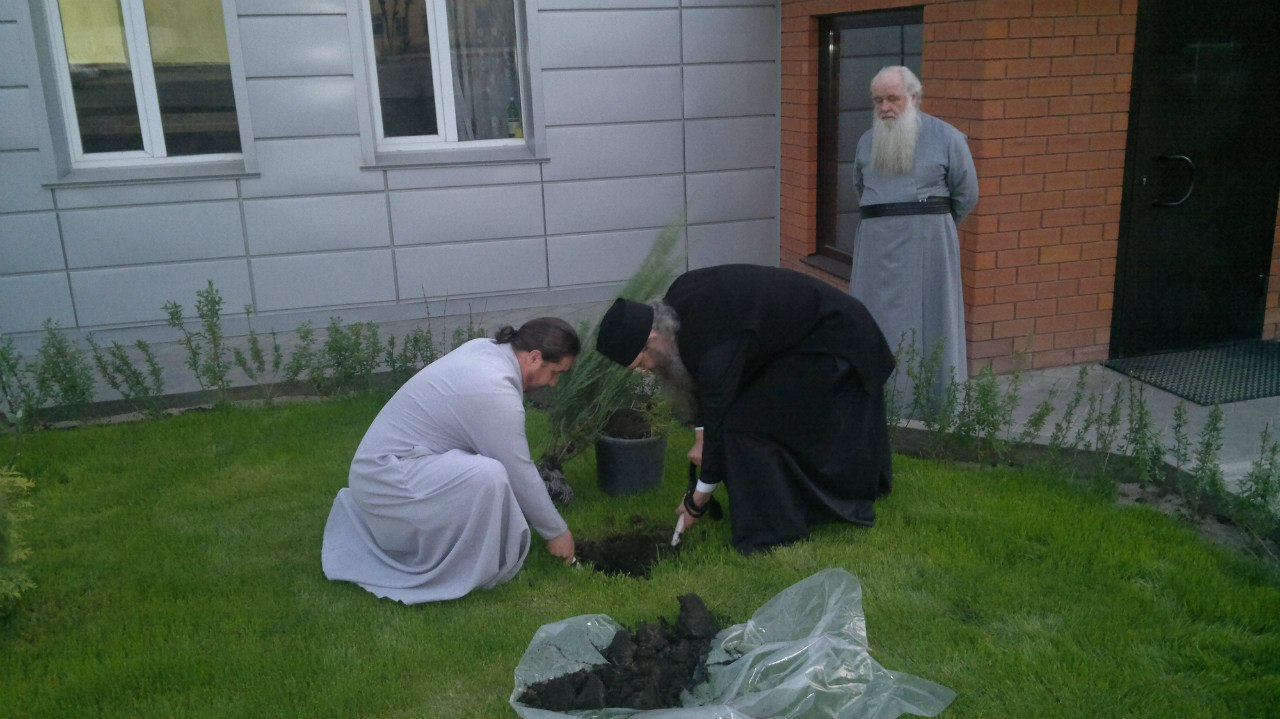
Митрополит Герман, епископ Елисей и иеромонах Василиск во время посадки деревьев.

С 1950 года был призван епископом Ташкентским и Среднеазиатским Гурием (Егоровым) прислуживать за архиерейскими богослужениями.
В 1955 году окончил среднюю школу и с благословения Ташкентского архиепископа Ермогена (Голубева) поступил в Саратовскую духовную семинарию, в 1956 году перешёл в Ленинградскую духовную семинарию также с разрешения архиепископа Ермогена.
В 1958—1960 годы проходил срочную службу в рядах Советской Армии.
В 1960—1961 годы был делопроизводителем Ташкентского епархиального управления.
В 1962 году окончил Ленинградскую духовную семинарию и поступил в Ленинградскую духовную академию, которую окончил в 1966 году со степенью кандидата богословия за сочинение «Богослужение Святой Пасхи в его историческом развитии».
19 декабря 1965 года в академическом Иоанно-Богословском храме митрополитом Никодимом (Ротовым) пострижен в монашество с именем Герман.
26 декабря 1965 года рукоположён во иеродиакона епископом Зарайским Ювеналием (Поярковым).
29 мая 1966 года рукоположён в иеромонаха митрополитом Ленинградским и Ладожским Никодимом (Ротовым).
В 1966/1967 учебном году состоял профессорским стипендиатом по кафедре Византологии, преподавал Литургику в семинарии и догматическое богословие в академии.
17 января 1967 года назначен старшим помощником инспектора Ленинградской духовной академии.
11 августа 1967 года был назначен инспектором Ленинградской духовной академии и семинарии с возведением в сан архимандрита, которое состоялось 12 сентября того же года.
В 1967—1968 учебном году преподавал в академии каноническое право.
В феврале-марте 1968 года был членом делегации Московской Патриархии в Западноевропейском Экзархате, посетил приходы Русской Православной Церкви в Швейцарии, Франции, Бельгии, Голландии.
В марте-апреле того же года в составе делегации РПЦ был на III Всехристианском Мирном Конгрессе в Праге.
В июле как член делегации РПЦ принимал участие в работе IV Ассамблеи Всемирного Совета Церквей в Упсале (Швеция).
29 августа 1968 года назначен временно исполняющим обязанности ректора Ленинградской духовной академии.

### Епископ Тихвинский
28 ноября 1968 года на заседании Священного Синода архимандриту Герману определено быть епископом Тихвинским, викарием Ленинградской епархии, а также ректором Ленинградской духовной академии и семинарии.
В полдень 5 декабря того же года в Иоанно-Богословском храме Ленинградской духовной академии состоялось наречение архимандрита Германа во епископа Тихвинского. При совершении чина наречения архимандрит Герман произнес речь, в которой, в частности, сказал: «В этот трепетный час, когда я предстою перед Вами, испытывая то, что может испытывать и переживать человек, вступающий на путь апостольского служения, мне вспоминаются внимание, дружелюбие и доброта людей, с которыми Господь судил мне встретиться. Это были школьные учителя и священники, наставники семинарии и академии, архиереи и миряне, большие друзья и просто знакомые, товарищи и сотрудники. Я помню радость моих родителей, когда покойный Владыка Гурий взял меня к себе в алтарь Ташкентского кафедрального собора и я стал его книгодержцем, я помню всех моих духовников, которые трудились над созиданием во мне „сокровенного в сердце человека“. Я знаю, что епископская митра — это терновый венец Христа. Епископ призван служить, а не господствовать, он призван душу отдать за избавление многих».
6 декабря 1968 года в Троицком соборе бывшей Александро-Невской лавры в Ленинграде хиротонисан во епископа Тихвинского, викария Ленинградской епархии. Хиротонию совершали: митрополит Ленинградский и Новгородский Никодим (Ротов), архиепископ Ивановский и Кинешемский Феодосий (Погорский), епископ Архангельский и Холмогорский Никон (Фомичёв), епископ Дмитровский Филарет (Вахромеев), епископ Зарайский Ювеналий (Поярков), епископ Подольский Гермоген (Орехов).
С 20 марта 1969 года — член Комиссии Священного Синода по вопросам христианского единства.
24 июня того же включен в состав делегации Московского Патриархата на Конференцию представителей всех религий в СССР за сотрудничество и мир между народами.
В декабре того же года участвовал в работе Комиссии по изучению вопроса о причислении к лику святых приснопамятного архиепископа Японского Николая.

### Служение в Европе
25 июня 1970 года назначен епископом Венским и Австрийским.
В приходе святителя Николая города Вены епископ Герман основал детскую школу русского языка и православного воспитания; начал раз в месяц совершать Божественную Литургию на немецком языке для прихожан, не говорящих по-русски; регулярно выступал с проповедью и чтением Слова Божия по австрийскому радио.
16-18 сентября 1972 года участвовал в торжествах освящения в городе Дебрецене (Венгрия) обновлённого здания Реформатской Коллегии.
3 сентября 1974 года назначен епископом Виленским и Литовским.
В Литве выступал с религиозными чтениями на собраниях епархиального духовенства.
3 марта 1976 года избран в состав Комиссии Священного Синода по вопросам христианского единства и межцерковных сношений.
В августе того же года во главе паломнической группы РПЦ посетил Святую Гору Афон.
13-21 сентября того же года с делегацией Московского Патриархата участвовал в собеседованиях между богословами Московского Патриархата и Союза Евангелических Церквей ГДР.
В октябре того же года возглавлял делегацию РПЦ на торжествах в Болгарии по случаю 1100-летия со дня рождения преподобного Иоанн Рыльского.
19 апреля 1978 года назначен епископом Тульским и Белёвским.
С 6 по 20 октября 1978 года с делегаций Русской Православной Церкви участвовал в собеседованиях с представителями Римско-Католической Церкви.
В ноябре 1979 года совершил поездку на встречу представителей христианских Церквей из социалистических стран Европы и США («Карловы-Вары-IV»).
В 1980 году организовал епархиальное празднование 600-летия Куликовской победы с участием постоянных членов Священного Синода, за что Святейшим Патриархом Пименом 14 сентября того же года был удостоен ордена преподобного Сергия Радонежского II степени.
Епископ Герман проводил ежегодно по несколько пастырских собраний духовенства, что было не очень распространено в то время; претерпел порицание от уполномоченного Совета по делам религии за требование совершать крещение взрослых через погружение.
9 сентября 1983 года был возведён в сан архиепископа.
В июне 1984 года с паломнической группой Русской Православной Церкви посетил Иерусалим.
29 июля 1986 года Владыке Герману определено быть архиепископом Берлинским и Среднеевропейским, патриаршим экзархом Средней Европы.
В 1987 году в связи с 50-летием Патриархом Пименом был награждён орденом святого равноапостольного князя Владимира II степени.
В 1988 году архиепископ устраивал отдельно в Западном и Восточном Берлине широкие празднования, посвящённые 1000-летию Крещения Руси, при поддержке местных властей и религиозной общественности с приглашением Варшавского православного хора.
К 20-летию архиерейства Владыка Герман был удостоен Святейшим Патриархом Пименом именной панагии и награждён государственным орденом «Дружба народов».
В 1989 году архиерей выступил инициатором проведения международной научной конференции в связи с празднованием 400-летия учреждения Патриаршества в России.
Определением Архиерейского Собора от 30—31 января 1990 года управляемый им Средне-Европейский экзархат упразднён, а титул архиепископа Германа изменён на «Берлинский и Лейпцигский».
На Поместном Соборе Русской Православной Церкви в 1990 году он предложил добиваться возвращения в собственность Церкви её святынь, включая храмы, монастыри и другие виды церковного имущества, что получило одобрение участников Собора.

### Архиепископ Волгоградский и Камышинский

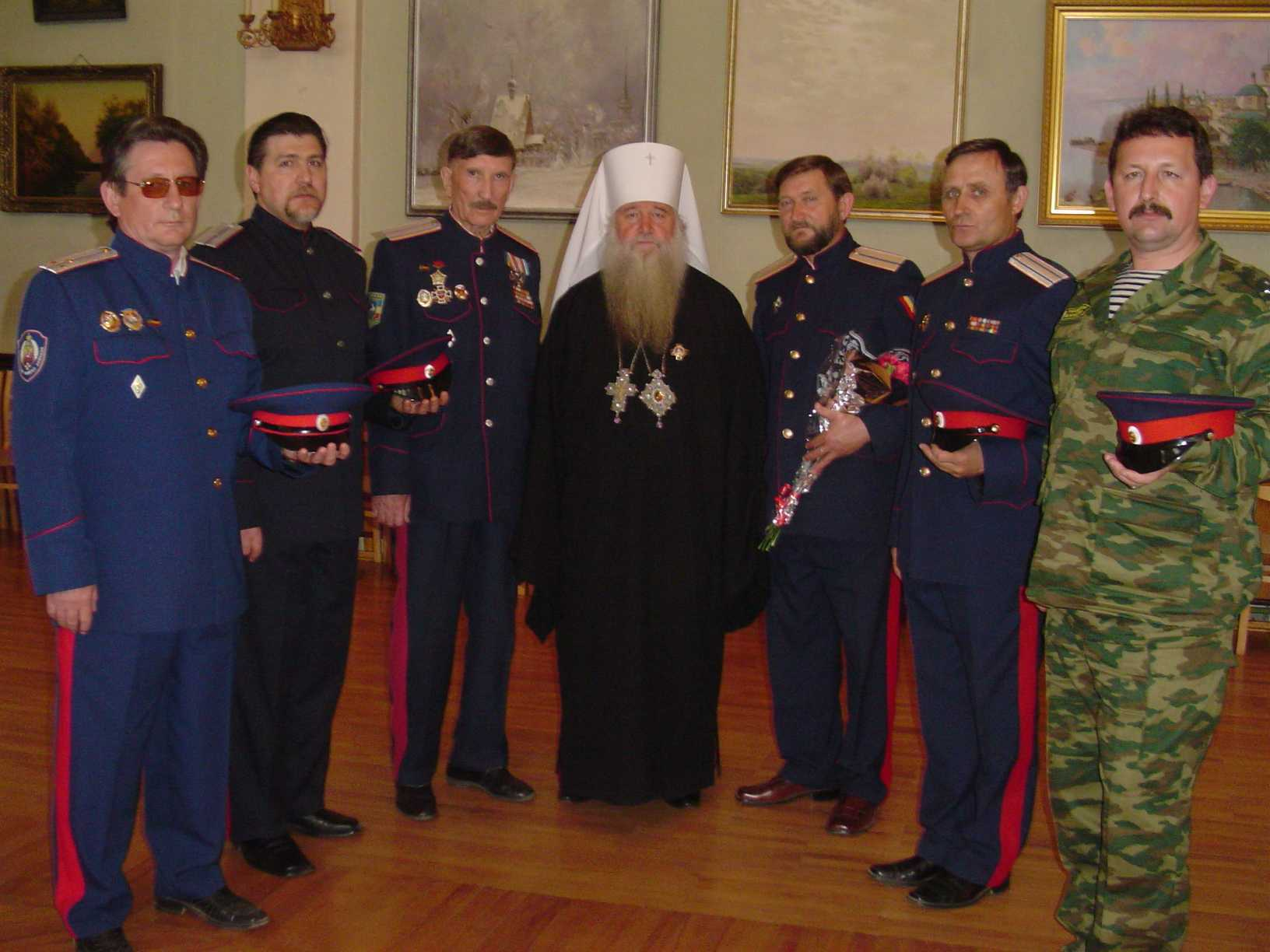
Казаки Волгоградской области с митрополитом Волгоградским и Камышинским Германом

31 января 1991 года решением Священного Синода назначен архиепископ Волгоградский и Камышинский.
25 февраля 2000 года Указом Патриарха Московского и всея Руси Алексия II № 586 за усердное служение Церкви Божией архиепископ Герман был возведен в сан митрополита.
15 марта 2012 года Священный синод, заслушав рапорт митрополита Германа, выделил из Волгоградской епархии две новых: Калачевскую и Урюпинскую, при этом все три епархии вошли в состав новообразованной Волгоградской митрополии, которую возглавил митрополит Герман. Так как правящий архиерей для Калачёвской епархией не был избран, митрополит Герман был назначен её временным управляющим и управлял её до 2 ноября 2013 года.
28 декабря 2018 года решением Священного Синода почислен на покой. Местом пребывания определён город Волгоград с содержанием от Волгоградского епархиального управления.
17 января 2019 года в зале Воинской и Трудовой славы губернатор Волгоградской области Андрей Бочаров вручил митрополиту Герману медаль «Мир. Дружба. Согласие» за многолетний труд по развитию и укреплению межконфессионального согласия в Волгоградской области, отметив вклад митрополита Германа в возрождение православных святынь и духовно-нравственное воспитание подрастающего поколения.

## Публикации
- «Богослужение Святой Пасхи в его историческом развитии» (Кандидатское сочинение)
- Речь при наречении во епископа Тихвинского (5 дек. 1968 г.) // Журнал Московской Патриархии. 1969. — № 2. — С. 7.
- «Цель поста — преображение человека». (Произнесено на немецком языке 14 марта 1971 г. во 2-ю неделю Великого Поста на экуменическом богослужении в Вене. Транслировалось по австрийскому радио) // Журнал Московской Патриархии. 1972. — № 2. — С. 31-32.
- Сессия Межправославной комиссии по диалогу со старокатоликами // Журнал Московской Патриархии. 1972. — № 5. — С. 54-56.
- Пастырский съезд в Вене // Журнал Московской Патриархии. 1972. — № 8. — С. 61-62.
- Отшельничество на службе человечеству // Журнал Московской Патриархии. 1974. — № 6. — С. 38-39.
- Братский визит делегации Иерусалимской Православной Церкви // Журнал Московской Патриархии. 1976. — № 2. — С. 13-15.
- 4-й экуменический симпозиум // Stimme der Orthodoxie, 1972. — № 11. — С. 42-44.
- Das Reich Gottes als gegenwartige und zukunftige Wirklichkeit // Stimme der Orthodoxie, 1977. — № 2. — С. 31-46.
- Избрание и интронизация Святейшего Патриарха и всея Руси Алексия II: [Выступл. на Поместном Соборе] // Журнал Московской Патриархии. 1990. — № 9. — С. 31-32
- «Надо вернуться к живой церк. действительности» // Православное слово. 1994. — № 10 (24). — С. 1-2.
- О современном оглашении перед Св. Крещением // Православное слово. 1996. — № 8 (45). — С. 1.
- К вопросу о молитвах за самоубийц // Православное слово. 1996. — № 8 (45). — С. 2.
- Попытки устройства духовного образования в Волгоградской епархии // Рождественские чтения, 6-е. — М., 1998. — С. 96-103.
- «Мы находимся на пепелище церковной жизни» // Православное слово. 2002. — № 6 (115). — С. 1-2
- «Церковь — собственность народа» // Православное слово. 2002. — № 8 (118). — С. 1;
- Почему необходим предмет «Основы правосл. культуры» и что он дает // Православное слово. 2003. — № 3 (125). — С. 13;
- Волгоградская школа православной педагогики // Сборник пленарных докладов Международных Рождественских образовательных чтений. — М.: Б.и., 2003. — С. 67-73;
- «Нужна сердечная христианская забота о наших страждущих братьях и сестрах»: [Выступл. на заседании круглого стола «О мерах по выполнению областных целевых программ по соц. защите в 2004—2005 гг.» 8 июля 2004 г. в Волгоградской обл. думе] // Православное слово. 2004. — № 7 (14). — С. 1;
- Петр I и последствия его правления: (Размышления над кн. И. Солоневича «Народная монархия») // Мир Православия: Сб. ст. — Волгоград, 2004. — С. 3-6.

## Награды
Церковные:
- Медаль прп. Сергия Радонежского I степени (1979).
- Орден прп. Сергия Радонежского 2-й степени (14 сентября 1980).
- Орден св. равноап. блгв. кн. Владимира 2-й степени (во внимание к церковным заслугам и в связи с 50-летием со дня рождения, 11 ноября 1987).
- Орден святителя Макария, митрополита Московского II степени (13 мая 2003)[8].
- Орден прп. Серафима Саровского II степени (2005).
- Орден прп. Сергия Радонежского I степени (2007).
- Орден св. блгв. кн. Даниила Московского II степени.
- Орден прп. Серафима Саровского I ст.; (2012)[9]
- Орден свт. Макария, митр. Московского I ст.; (26 мая 2016 года)[10]

Светские:
- Орден Дружбы народов (3 июня 1988 года) — за активную миротворческую деятельность и в связи с 1000-летием крещения Руси[11]
- Орден Почёта (28 декабря 2000 года) — за большой вклад в укрепление гражданского мира и возрождение духовно — нравственных традиций[12]
- Орден «За заслуги перед Отечеством» IV степени (21 апреля 2008 года) — за большой вклад в развитие духовно-нравственных традиций, укрепление межконфессиональных связей, строительство и восстановление храмов[13]
- Почётный гражданин города-героя Волгограда (2010 год)[14]
- Медаль «За заслуги перед Волгоградской областью» (2017 год)[15]
- медаль «Мир. Дружба. Согласие» (17 января 2019)[7]